# Jerusalem-syndrom
Jerusalem-syndrom er en betegnelse for et psykiatrisk fænomen i form af en midlertidig, religiøst funderet psykose, der hvert år i Jerusalem rammer omkring en snes besøgende, som ikke tidligere er blevet diagnosticeret med nogen form for mental lidelse. Omend Jerusalem-syndromet ikke kan henføres til nogen specifik religion eller tro, er langt størstedelen (over 95%) af de ramte protestantiske kristne fra stærkt troende miljøer.[kilde mangler]
Det religiøse aspekt ved Jerusalem-syndromet adskiller det fra andre lignende fænomener såsom Stendhals syndrom og Paris-syndromet.
Jerusalem-syndromet udmønter sig i en vrangforestilling, hvorved den ramte identificerer sig med en bibelsk person. For mænd drejer det sig ofte om Jesus, Moses eller Johannes Døberen, hvorimod det for kvinder næsten altid er Jomfru Maria. Det typiske adfærdsmønster er en stærk følelse af ængstelse og nervøsitet, som typisk opstår på andendagen efter ankomsten til byen, efterfulgt af en uimodståelig trang til at besøge de hellige steder. Inden da foretages en række renselses-ritualer (såsom gentagne afvaskninger, barbering af kroppen og klipning af negle), hvorefter den ramte iført hvide gevandter – typisk i form af hotellets lagner – begiver sig ud til ét af byens hellige steder og begynder at prædike for de – utvivlsomt måbende – tilstedeværende. Andre er blevet fundet vandrende rundt i den judæiske ørken, ligeledes iført hotellets lagner og ofte i stærkt dehydreret tilstand. I et enkelt tilfælde lagde en kvinde sig på gulvet i Gravkirken for at føde – i den tro at hun var Jomfru Maria og ganske upåvirket af det forhold at hun ikke var gravid.
I Jerusalem er der flere psykiatriske klinikker, hvor man har ekspertise i at behandle disse tilfælde. Som regel fortager psykosen sig helt efter et par uger, eller efter at patienten er blevet transporteret væk fra området.